# 花屋敷駅
花屋敷駅（はなやしきえき）は、現在の兵庫県川西市寺畑付近にあった京阪神急行電鉄宝塚本線の駅（廃駅）。一時は日本無軌道電車も乗り入れていた。

## 概要
1910年（明治43年）の宝塚本線開業（当時は阪神急行電鉄）と同時に設置された駅で、現在の川西市内においては隣の能勢口駅より早く開業している。駅名は1907年（明治40年）頃に東塚一吉が開発した花屋敷温泉に因む。場所は、現在の花屋敷踏切道より西側にあった。
1928年（昭和3年）、田中数之助が長尾山中に新花屋敷温泉を開発、その温泉へのアクセス路線として日本初のトロリーバス路線である日本無軌道電車を開業させ、花屋敷にその起点を置いた。無軌道電車の停留所は花屋敷駅の50メートル北方にあり、車両を転回させるためのターンテーブルを備えていた。しかし、日本無軌道電車は営業不振のためわずか4年弱で廃止された。
1916年（大正5年）に当駅の隣に雲雀丘駅が開業しているが、当駅とは0.6kmの至近距離にあり、戦後に入り宝塚線の輸送力増強に取り組んでいた京阪神急行電鉄は雲雀丘駅と当駅との統合を検討し始めた。京阪神急行は川西市および花屋敷駅存続運動委員会との対話の場を設け、駅の東側が踏切である上に勾配があり、西側はカーブしているため乗降の際の安全確保が難しいとして駅統合の理解を求めたが、駅付近の住民は新駅の不便さ、地価の下落、商店の営業への影響などの見地から統合に反対した。
1959年（昭和34年）11月に市理事および市議会が雲雀丘駅との統合を承諾するも、住民側の運動は収まらず、川西市・京阪神急行電鉄本社・大阪陸運局・兵庫県に陳情を重ね、同年12月には市議会に請願書を提出した。運動は翌年に入って収束するどころか逆に激しさを増し、上京団による運輸省（現在の国土交通省）への陳情まで行われた。1960年（昭和35年）9月に東京で反対派と京阪神急行電鉄の代表者が会合を開き、花屋敷駅を存続すること及び花屋敷駅を廃止する際は双方で協議することを旨とする覚書が交わされて存廃問題は一応決着し、その結果新駅開業後も統合元の駅の片方が存続するという特異な状態が1年以上続いた。雲雀丘花屋敷駅開業後は、それまで停車していた朝夕の急行及び大型車両5両編成の普通列車は通過となった。
駅施設は全て撤去されており、痕跡は残っていない。

## 歴史
- 1910年（明治43年）3月10日：宝塚本線開通と同時に開業。
- 1928年（昭和3年）8月1日：日本無軌道電車が開業、当駅に乗り入れを開始。
- 1932年（昭和7年）
  - 1月：日本無軌道電車が休止。
  - 4月：日本無軌道電車が廃止。
- 1961年（昭和36年）1月16日：雲雀丘花屋敷駅の開業に伴って、朝夕の急行及び大型車両5両編成の普通の停車駅から除外される[3][4][5]。
- 1962年（昭和37年）5月1日：廃止[6]。

## 駅構造
相対式ホーム2面2線を有する地上駅。現行の宝塚本線の一般的な駅に比較すると、ホーム有効長はかなり短かった。

## 駅周辺
- 満願寺

## 隣の駅
京阪神急行電鉄
宝塚本線
急行・普通
通過（雲雀丘花屋敷駅開業後の朝夕の急行及び大型車両5両編成の普通）
急行・普通
能勢口駅（現在の川西能勢口駅） - 花屋敷駅 - 雲雀丘花屋敷駅
※1961年1月15日までの宝塚側の隣の駅は雲雀丘駅